# Gaoua (département)
Pour la ville chef-lieu, voir Gaoua.
Gaoua est un département et une commune urbaine de la province du Poni, situé dans la région du Sud-Ouest au Burkina Faso.

## Géographie

### Démographie
- En 1996, le département comptait 24 361 habitants recensés[1],[2].
- En 2003, le département comptait 48 385 habitants estimés[3].
- En 2006, le département comptait 52 733 habitants recensés[4].
- En 2019, le département comptait 77 973 habitants recensés[5].

## Administration

### Ville et villages
Le département et la commune urbaine de Gaoua est composé d’une ville chef-lieu homonyme (données de population consolidées en 2012 issues du recensement général de 2006) :
- Gaoua, divisée en huit secteurs urbains (totalisant 25 104 habitants) :

- Secteur 1 (3 197 habitants)
- Secteur 2 (7 728 habitants)
- Secteur 3 (5 096 habitants)
- Secteur 4 (3 578 habitants)
- Secteur 5 (1 741 habitants)
- Secteur 6 (1 022 habitants)
- Secteur 7 (1 612 habitants)
- Secteur 8 (1 130 habitants)

et de cinquante-six villages ruraux (totalisant 27 629 habitants) :
- Balantira (918 habitants)
- Barkpéréna (725 habitants)
- Bonko (531 habitants)
- Bonko-Dagbola (315 habitants)
- Bonko-Pérou (721 habitants)
- Boukéo-Birifor (304 habitants)
- Boukéo-Lobi (234 habitants)
- Boulèra (681 habitants)
- Bouli (727 habitants)
- Boulkpan (114 habitants)
- Brambéra (650 habitants)
- Danhal (417 habitants)
- Danhal-Kpangara (207 habitants)
- Danhal-Pèra (187 habitants)
- Dionsèra-Birifor (224 habitants)
- Dionsèra-Lobi (300 habitants)
- Djikando (1 232 habitants)
- Doumbou (1 275 habitants)
- Dounkoura (261 habitants)
- Gbolo (214 habitants)
- Gongombili-Gongoné (273 habitants)
- Gongombili-Kpovèra (131 habitants)
- Gongombili-Paboulona (235 habitants)
- Gongombili-Yèfara (233 habitants)
- Hello (605 habitants)
- Hello-Bondo (611 habitants)
- Hello-Gbakono (154 habitants)
- Kamaho (126 habitants)
- Kilimpira (364 habitants)
- Kimpi (962 habitants)
- Konkara (315 habitants)
- Koul-Bô (392 habitants)
- Koul-Campement (770 habitants)
- Koul-Gané (793 habitants)
- Koul-Pône-Gané (270 habitants)
- Koumboura (140 habitants)
- Kpantionao (179 habitants)
- Kpaon (496 habitants)
- Lahol (995 habitants)
- Lantao (812 habitants)
- Lou (214 habitants)
- Minkiro (148 habitants)
- Momané (275 habitants)
- Niampira (640 habitants)
- Nionio (325 habitants)
- Orkopouo-Gané (590 habitants)
- Orkopouo-Ville (694 habitants)
- Ossoro (899 habitants)
- Siboulbié (197 habitants)
- Sidoumoukar (1 196 habitants)
- Sillalara (280 habitants)
- Sorgboura (868 habitants)
- Tamidiara (676 habitants)
- Tienkouèra (604 habitants)
- Wèlè-Wèlè (632 habitants)
- Youlabakou (298 habitants)